# Изотж
Изо́тж (фр. Izotges) — коммуна во Франции, находится в регионе Юг — Пиренеи. Департамент — Жер. Входит в состав кантона Плезанс. Округ коммуны — Миранд.
Код INSEE коммуны — 32161.

## География
Коммуна расположена приблизительно в 610 км к югу от Парижа, в 120 км западнее Тулузы, в 50 км к западу от Оша.
По территории коммуны протекают реки Адур и Аррос.

## Климат
Климат умеренно-океанический. Лето жаркое и немного дождливое, температура часто превышает 35 °С. Зимой часто бывает отрицательная температура и ночные заморозки. Годовое количество осадков — 700—900 мм.

## Население
Население коммуны на 2010 год составляло 90 человек.
| 1962 | 1968 | 1975 | 1982 | 1990 | 1999 | 2010 |
| ---- | ---- | ---- | ---- | ---- | ---- | ---- |
| 93   | 97   | 93   | 58   | 69   | 74   | 90   |

## Администрация
| Период | Период | Фамилия       | Партия       | Примечания |
| ------ | ------ | ------------- | ------------ | ---------- |
| 2001   | 2020   | Даниэль Ралюи | Разные левые |            |

## Экономика
В 2010 году среди 55 человек трудоспособного возраста (15-64 лет) 39 были экономически активными, 16 — неактивными (показатель активности — 70,9 %, в 1999 году было 61,0 %). Из 39 активных жителей работали 30 человек (15 мужчин и 15 женщин), безработных было 9 (5 мужчин и 4 женщины). Среди 16 неактивных 6 человек были учениками или студентами, 5 — пенсионерами, 5 были неактивными по другим причинам.

## Фотогалерея
- Изотж
- Церковь Успения Божьей Матери
- Мэрия
- Общественная прачечная
- Канал Мулен
- Озеро